# Колошино (Ельнинский район)
Колошино — станция (населенный пункт) в Ельнинском районе Смоленской области России, при железнодорожной станции Калошино.
Население — 7 жителей (2007).
Расположена в юго-восточной части области в 7 км к востоку от города Ельня, в 7 км восточнее автодороги Р137 Сафоново — Рославль, южнее автодороги Р96 Новоалександровский(А101)- Спас-Деменск — Ельня — Починок. Входит в состав Пронинского сельского поселения.

## История
В годы Великой Отечественной войны в районе станции шли ожесточённые бои, она была дважды была оккупирована гитлеровскими войсками. 1-й раз в июле 1941 года (освобождена в ходе Ельнинской операции), 2-й раз в октябре 1941 года (освобождена в ходе Ельнинско-Дорогобужской операции в 1943 году). Была освобождена 68-й армией.

## Экономика
До начала 1990-х годов в деревне располагалось крупное торфопредприятие..